# Sergio Araújo Castro
Sergio Rafael Araújo Castro (Bogotá, 10 de mayo de 1964) es un Columnista editorial, analista político, y empresario colombiano.

## Biografía
Hijo de Álvaro Araujo Noguera, Ingeniero, exsenador, hombre de gremios y exministro de Agricultura de Alfonso López Michelsen, y la bacterióloga y abogada María Lourdes Castro Socarrás. A sus 12 años la familia se trasladó de Valledupar a Bogotá, por las obligaciones gubernamentales del padre, de manera que la formación escolar continuó en el tradicional Gimnasio Moderno de esa ciudad, toma clases de dibujo en el taller de David Manzur, y luego en el estado de Pensilvania en los EE. UU. donde estudió en St.Francis Preparatory School, y posteriormente en St. Tomas More College en el Estado de Connecticut en los Estados Unidos donde terminó estudios. 
Al regreso de los Estados Unidos Araujo ingresa a la Facultad de derecho de la Universidad Externado de Colombia, y casi simultáneamente, junto a otro Valduparense, José Jorge Dangond Castro, emprenden la aventura de montar un canal de televisión en la capital del Cesar, que aunque al principio no estaba legalmente autorizado, a la postre se convertiría en Telecaribe el primer canal de Televisión Regional de Colombia.[cita requerida] Con el inicio de operaciones del nuevo canal, Araujo asume la tarea de montar, dirigir y presentar en vivo el noticiero de televisión diario del nuevo sistema televisivo, durante 3 años. Simultáneamente hace presencia como columnista colaborador del diario El Tiempo, y mantiene una columna permanente en El Heraldo. Las dificultades de comercialización del canal le obligan a vender SATEL (Sergio Araujo Televisión) y se traslada a Valledupar en 1990 donde establece una de las primeras plantaciones de mango con sistema de riego de alta tecnología, y contrae matrimonio con María Isabel Campo Cuello; la nueva familia se muda a Estados Unidos en 1990 tras ser designado Auditor ante la Fuerza Aérea de Colombia en la Oficina de Fort Lauderdale, Florida, tiempo durante el que, mientras trabaja, nace su primer hijo, y adelanta estudios de Ciencias Políticas e Historia en Nova University en esa ciudad. 
A su regreso a Colombia, Araujo Castro es designado por el recién elegido contralor general de la República, como auditor general ante Ecopetrol y Carbocol, que eran, a la sazón, las dos empresas más grandes del país. Por sus resultados el contralor general le confía las áreas administrativa, financiera y de recursos físicos de la entidad, y gerencia durante tres años la gigantesca estructura de 10.000 funcionarios, durante un periodo en el que fue necesario hacer importantes transformaciones para adecuarse al esquema de control fiscal posterior, establecido en la nueva Constitución de 1991. 
Araújo presenta renuncia a su encargo estatal para dedicarse a la dirección estratégica de la campaña de Mauricio Pimiento Barrera a la gobernación del Cesar, y asume una Secretaría en el gabinete del nuevo Gobernador. Al terminar la administración de Pimiento, se incorpora al equipo directivo de la campaña presidencial de Noemí Sanín en 1998, cuando por poco pasa a 2ª vuelta. Durante la década posterior Sergio Araújo se dedica a la intermediación financiera y los negocios de Bolsa en Bogotá. En 1994 se divorcia, y vuelve a casarse en 1997 con la ciudadana argentino-alemana Sandra Savi, alternando su vida entre Bogotá, Valledupar y el exterior, pero en 1997 concibe y dirige la campaña a la gobernación de su tía Consuelo Araujo Noguera, posteriormente asesinada por las FARC tras ser secuestrada.  En el año 2000, Araújo Castro hace su primer intento para llegar a la Alcaldía de Valledupar, congrega un consenso de tres partidos y llega a la inscripción avalado por el Partido Liberal, La Nueva Fuerza Democrática de Andrés Pastrana, y el Movimiento Vía Alterna del exguerrillero del M-19 Antonio Navarro Wolf, pero su aspiración es retirada por amenazas y presiones de grupos armados interesados en intervenir la elección .[cita requerida]

## Trayectoria
Desde 1985 Sergio Araújo ha sido columnista y cronista en medios de prensa colombianos (El Tiempo, Diario del Caribe, El Heraldo, KienyKe, Revista Credencial) y analista recurrente en programas de opinión televisivos y radiales a nivel nacional en Colombia. 
En 2003, adelanta una discreta tarea de aproximación y mediación, por solicitud del gobierno de Álvaro Uribe Vélez, bajo responsabilidad del Alto Comisionado Luis Carlos Restrepo, con el Bloque Norte de Autodefensa paramilitar, encaminada a la desmovilización de ese grupo armado, proceso que culmina satisfactoriamente tras el desarme y sometimiento de 5.000 hombres, entre combatientes y milicianos. El exitoso proceso es estigmatizado cuando su padre y su hermano, el entonces senador Álvaro Araujo Castro, fueron procesados ante la justicia por presuntos delitos asociados a la actividad paramilitar. Desde entonces, Sergio Araújo se consagra a la defensa mediática y material de sus familiares.  Simultáneamente toma parte activa en la estructuración y fundación del movimiento significativo de Ciudadanos que permite la fundación del Partido Centro Democrático del que hace parte como Directivo Nacional, el cual logra elegir 39 congresistas en la elección de 2013. 

### Candidato a Alcaldía de Valledupar 2015 y Senado de Colombia en 2018
En julio de 2015, quince años después de su primera aspiración, Sergio Araujo Castro se presenta otra vez como candidato cívico a la Alcaldía de Valledupar, está vez avalado por el partido que ayudó a fundar bajo el liderazgo del expresidente Álvaro Uribe Vélez, bajo el mismo lema del 2.000: Una Vía Diferente, pero no logra ser elegido. En 2018, se presenta como candidato al Senado de Colombia, en la lista del Centro Democrático, y a pesar de obtener 23,780 votos directos, tampoco consigue ser elegido Senador.